# Justus Cornelis Pape
Justus Cornelis Pape (Ouder-Amstel, 6 januari 1882 – Den Haag, 25 mei 1931) was een Nederlands burgemeester namens de Anti-Revolutionaire Partij. Van 1911 tot 1920 was hij burgemeester van Willemstad en van 1920 tot zijn overlijden in 1931 burgemeester van Rijswijk. Na zijn studie werkt hij als commies bij de Nederlands-Indische Spoorweg Maatschappij, waarvoor hij op 9 januari 1904 met de Sindoro naar Nederlands-Indië vertrekt. Ook was hij onder andere ambtenaar bij de Staatsspoorwegen en volontair bij de secretarie van de gemeente Huissen.
Pape komt voort uit het patriciërsgeslacht Pape. Hij was de zoon van Justus Willem Jacob Pape. In 1909 trouwt hij in Arnhem met Henriëtte Hurrelbrinck, dochter van schrijver Louis Lamberts Hurrelbrinck. 
Pape was als burgemeester van Rijswijk erg geliefd. Na zijn overlijden wordt hij tijdens een speciale raadsvergadering gekarakteriseerd als “een rechtvaardig, onpartijdig en beminnelijk burgemeester”.
In 1923 verricht hij de opening van Den Rijswijkschen Zwemvereeniging, waarvan hij erevoorzitter wordt. In 1928 is hij lid van het erecomité van de Nederlandse wielerkampioenschappen.